# Lord Farquaad
Lord Farquaad este unul dintre principalele personaje negative din filmul de animație din anul 2001 Shrek. Vocea personajului este a actorului american John Lithgow. 

## Rol și apariții

### Seria filmelor Shrek
Lord Farquaad este om mic de statură și în același timp conducătorul fără inimă a imensului castel de Duloc. De mai multe ori în film, se afirmă că prin înălțimea foarte mare a turnului castelului Duloc, Farquaad încearcă să compenseze ceva referitor la persoana sa (cu aluzie fie la înălțimea sa, fie la mărimea organelor sale genitale).
În căutarea perfecțiunii, Farquaad încearcă să elimine regatul său de creaturile de basm, oferind o recompensă pentru prinderea acestora, și exilând aceste creaturi în mocirla lui Shrek. Totuși, din cauză că Farquaad nu are sânge albastru, el nu poate să ajungă rege până nu se căsătorește cu o prințesă. Ajunge astfel la concluzia că Prințesa Fiona ar fi soția și regina perfectă, dar pe care trebuie mai întâi să o salveze din turnul său păzit de un dragon care scuipă foc. 
Din comoditate sau din neputința de a face acest lucru singur, Farquaad decide că trebuie să țină un turnir prin care să găsească un cavaler care să o salveze pe Prințesa Fiona. În acest moment, sosesc Shrek și Măgărușul. Shrek, ajutat de Măgăruș îi înving pe cavaleri, și Farquaad îl alege pe Shrek să plece în misiunea de salvare a prințesei. Lord Farquaad este de acord să elibereze  creaturile de basm din mocirla lui Shrek, dacă acesta o eliberează pe prințesă. Shrek o aduce pe Fiona lui Farquaad, care o cere pe loc în căsătorie, fără să știe că ea se transformă după apusul soarelui în căpcăun. Shrek întrerupe ceremonia de nuntă, amânând sărutul dintre Farquaad și Fiona până după apusul Soarelui. Fiona se transformă din om în căpcăun, iar Farquaad o refuză, izolând-o în turnul castelului și proclamându-se rege. El îl condamnă la moarte pe Shrek cu aceeași ocazie. Înainte ca Farquaad să termine proclamarea ca rege, dragonul, care o păzise pe Fiona, și care se îndrăgostise de Măgăruș, intră pre fereastră și îl mănâncă pe Farquaad care vorbea de unul singur. 
Farquaad mai apare apoi și în burta dragonului cântând cunoscutul șlagăr "Staying alive, staying alive", în timpul petrecerii date de un spectacol de karaoke, în care Shrek se află în mocirla sa. Se presupune că a murit pentru că își face apariția ca fantomă în scurt metrajul Shrek Special, în care încearcă să o omoare pe Fiona pentru ca aceasta să îi fie fantoma soție. Prințesa Fiona este din nou salvată atunci când Lord Farquaad este din nou omorât de Dragon.

### Alte apariții
În afară de seria de film, Farquaad apare și în spectacolul de scurt metraj difuzat în parcul de distracții Universal Studios Theme Parks numit Shrek 4-D, precum și în benzi desenate. În acestea, Farquaad se întoarce ca stafie, care plănuiește să o facă pe Fiona regina lumii din adâncuri. Totuși, el este din nou învins, dar apare din nou, de data aceasta poruncindu-i unui om numit Ferret precum și asasinului său Thelonius să-l omoare pe Shrek, care în acel moment se afla într-o căsuță de turtă dulce. Apariția lui Farquaad este totuși minoră. El nu mai apare în cel de-al treilea număr, deși este menționat la un moment dat. Farquaad apare mai apoi ca spirit malefic în jocul Shrek: Reekin' Havoc - pentru Game Boy, în care face copii malefice ale personajelor de basm precum Pinocchio,  Peter Pan, și un gigant din Jack și vrejul de fasole. După ce aceștia sunt învinși, el îl răpește pe Shrek înainte de înfruntarea finală.
Lord Farquaad apare și în Shrek al treilea în unele dintre amintirile lui Gingerbread Man, în care îl lega pe acesta cu propriile picioare. Apare mai apoi și în "Shrek Smash and Crash" drept stafie.